# 흐루숍카

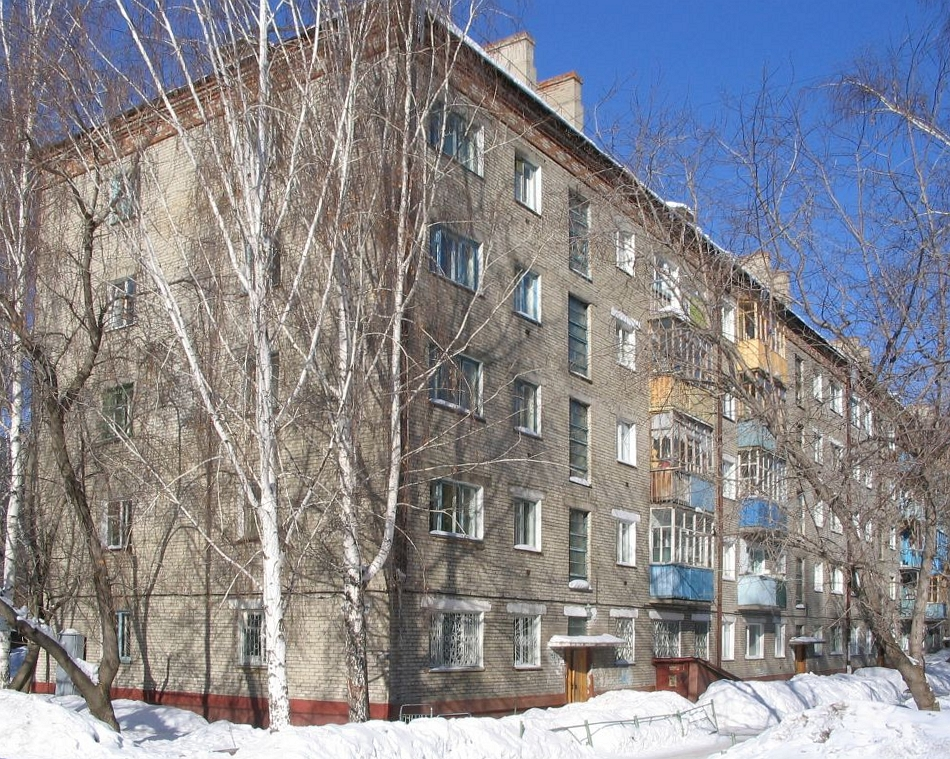
톰스크에 있는 1-464 유형 흐루숍카

흐루숍카(러시아어: хрущёвка)는 소비에트 연방이 주택 문제를 해결하기 위해 생산한 패널형 아파트이다. 니키타 흐루쇼프는 흐루숍카를 대량 건축하여 인민들에게 무상으로 배당해주었다.
흐루숍카는 엄밀히 말해 1969년 소비에트 연방 공산당 중앙위원회의 〈주택 및 토목 건축의 질 향상을 위한 조치〉가 시행되기 전까지 지어진 패널형 아파트를 의미하나, 일반적으로는 1954년부터 배급되기 시작하여 1990년대까지 지어진 철근 콘크리트 패널형 아파트를 가리킨다.

## 역사
스탈린 계획 경제 시기 당시에 농업 종사자 다수가 도시로 이주되면서 도시는 고질적인 주택난을 겪어야했다. 스탈린 집권기인 1930년대 초반부터는 이러한 문제가 심하게 나타났으며, 스탈린은 '스탈린식 아파트'라는 단층 주택 아파트를 보급했다. 하지만 스탈린식 아파트는 1940년대 후반부터 일어나는 주택난을 해결하기 어려웠다. 1947년부터 스탈린은 비용을 절감하고 건축 시한을 단축하는 기술을 개발하도록 지시했으며, 1951년, 주택 보급에 상당한 성과를 거두었다. 스탈린 사후 니키타 흐루쇼프는 스탈린 집권 말기에 시행된 주택 보급 정책을 계승하여 저렴한 가격에 빠른 건설 기술이 소련 건축가의 목표라고 선언했다.

### К-7 유형
흐루쇼프 집권기인 1954년부터 도시 주택난을 해결하기 위해 스탈린 시대 말기에 개발한 건축 기술을 기반으로 하여 '흐루숍카'라는 아파트를 보급하기 시작했다. 1954년 처음 지어진 К-7 유형의 상태는 11평 수준 (방 2개 기준)의 넓이였으며, 이후 점진적인 개량을 통해 넓이가 증가하였다. 층 수는 보통 5층으로 가로로 늘어져있는 형태로 지어졌으며, 1969년부터 건축이 중지된다.

### 1-464 유형

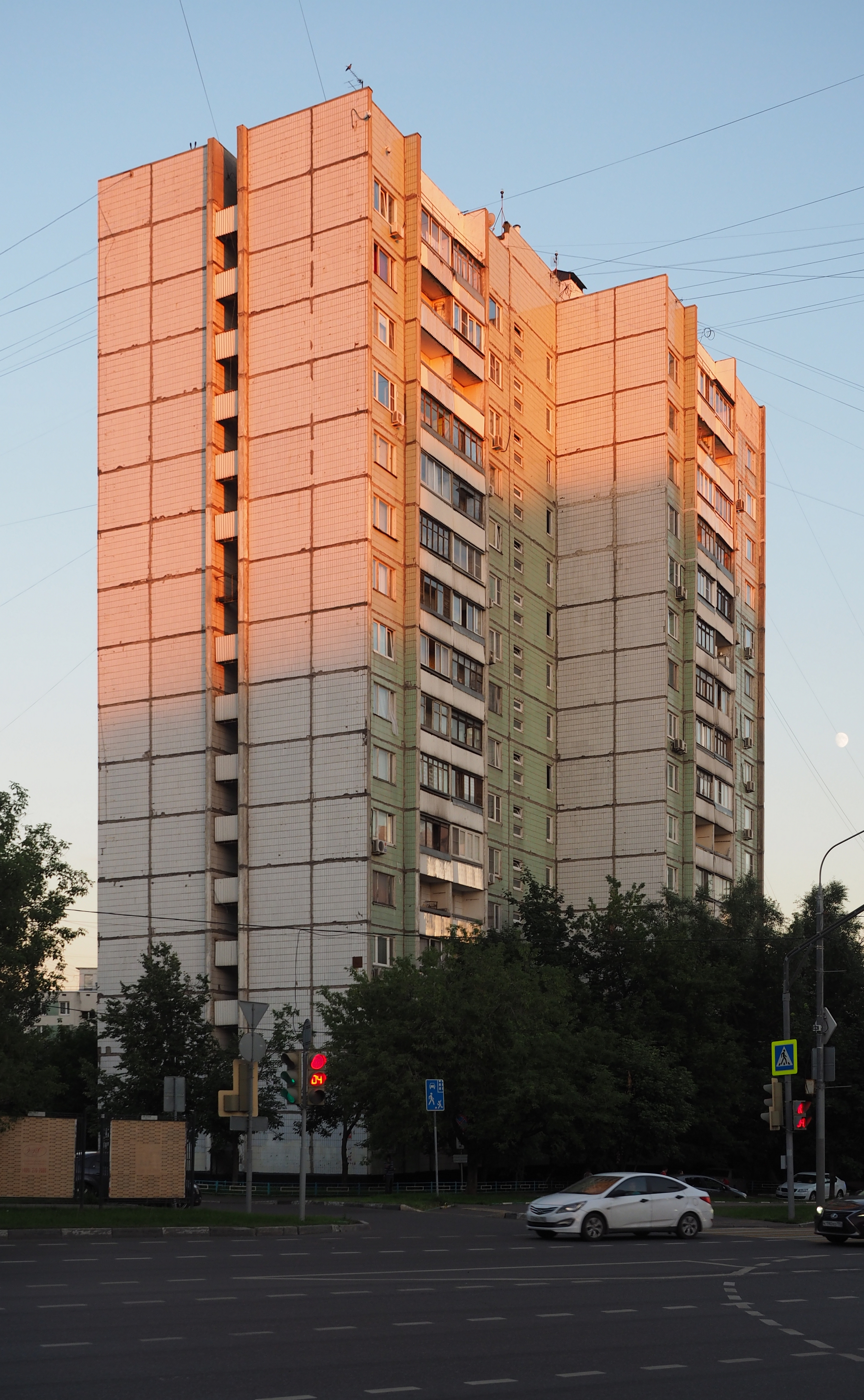
모스크바에 있는 П-43 유형 브레즈넵카

1-464 또는 I-464 유형은 브레즈넵카 신축 이전에 지어진 흐루숍카 중 가장 성공적인 모델이었으며, 1959년부터 공급되었다. 모스크바에서는 1961년에서 1968년에 걸쳐 1-464 유형 위주로 64,000세대가 건설되었으며, 평균 평수는 46.88 m2 (14.18평)이었다. 주방은 무조건 5.5 m2 이상의 넓이어야 했으며, 화장실은 세면대, 욕조, 변기가 배치되어야 했다. 또한, 모든 흐루숍카는 중앙난방을 공급받을 수 있는 체계여야 했다. 방의 개수는 구성원 수에 따라 1개부터 4개까지 있었는데, 3개 이상의 방을 가진 흐루숍카는 적었으며, 대부분 2개의 방을 가졌었다.
가장 많이 보급된 유형 중 하나인 1-464 유형 흐루숍카 기준으로 방 갯수 1개가 30.5 m2 (9.23평), 2개가 39 m2 (11.8평), 3개가 56.5 m2 (17.09평)의 면적을 점하고 있었다. 층당 4호 공간이 존재하며 1-1-2-3(중간), 1-2-2-2(양끝) 구조이다. 1-464 유형은 1968년 이후에도 꾸준히 개량이 된 상태로 지어졌는데, 내부 구조가 변경되어 층당 구조가 1-2-3-3(중간), 2-2-2-3(양끝) 구조로 바뀌었다.

### II-18 유형
1959년부터 보급된 8층 패널형 철근 콘크리트 아파트이다. 층 수는 초기에는 8층이었으나, 실제로는 9층, 12층 모델도 존재한다. 방 갯수는 최소 1개에서 최대 3개였는데, 면적은 1-464 유형보다 비좁았기에 이후  여러 개량형이 등장하게 된다. 층당 7호 공간이 존재하며, 1-1-2-2-2-2-3 구조이다.

### 브레즈넵카 (1963년 이후 모델)
소비에트 연방은 흐루숍카 배급을 통해 1950년대의 주택난을 5년 안에 해결하였으나, 1-464 유형의 낮은 높이의 천장, 부실한 소음 방지, 좁은 공간 등의 문제로 인해 호평을 받지는 못하였다. 이에 따라 소비에트 연방 공산당은 기존 흐루숍카 주택을 현대 시대에 맞게 개량해야 함을 인지했으며, 1963년부터 기존에 존재하였던 II-18 유형의 건축 양식을 개량한 II-67 1호 유형을 배급하기 시작한다. 1969년 소비에트 연방 공산당 중앙위원회는 〈주택 및 토목 건축의 질 향상을 위한 조치〉 규정을 채택하여 구식 흐루숍카 건설을 점진적으로 중단하고, 새로운 형태의 주택 (1963년 이후에 개발된 주택 기준으로)을 배급하는 계획을 세웠다.
1963년 이후부터 지어진 II-67 1호 유형은 레오니트 브레즈네프 집권 이후 브레즈넵카(брежневка)라고 불렸다. 레오니트 브레즈네프는 1964년에 집권하였고, 실질적인 건축 양식의 변혁은 1968년 이후에 규정을 통해 이루어졌으나, 1968년 이전까지 1963년 이후에 등장한 유형을 배급하는 것을 원칙으로 했기에 II-67 1호 유형은 편의상 브레즈넵카라고 불린다. 브레즈넵카 초기 모델의 대부분은 1-447 유형의 건축 양식을 획기적으로 개량한 것(114-85 유형, 1-447С-47 유형)에 속했다. 브레즈넵카는 최소 9층으로 층수가 증가하였고, 공간이 넓어졌으며, 방 3개가 표준 갯수가 되었다.  한편, 1971년에 모스크바에서 마지막 5층 흐루숍카가 건설되었다. 이후 12층 유형이 새롭게 생겨났다.
브레즈넵카에 포함된 유형은 약 20가지가 넘으나, 일반적으로 보급되었던 유형은 정해져 있었다.

#### 1-447С-47 유형
1-447С-47 유형은 1-447 건축 방식을 1968년에 개량한 유형으로, 9층의 패널형 철근 콘크리트 아파트이다. 방 갯수는 최소 2개에서 최대 4개였는데, 방 갯수가 2개일 경우 45.5 m2 (13.76평), 3개일 경우 57.5 m2 (17.39평), 4개일 경우 69.5 m2 (21.02평)의 면적을 가졌었다. 대부분의 1-447С-47 유형은 방 3개를 보유하고 있었다. 층당 4호 공간이 존재하며 2-2-3-3 구조이다.

#### II-68 유형
II-68 유형은 1959년부터 개발되기 시작한 II-18 유형의 건축 방식을 꾸준히 개량하여 1970년부터 배급하기 시작한 12층 패널형 철근 콘크리트 아파트이다. 방 갯수는 최소 1개에서 최대 3개였는데, 방 갯수가 1개일 경우 33.5 m2 (10.13평), 2개일 경우 46.83 m2 (14.17평), 3개일 경우 65.6 m2 (19.84평)의 평균 면적을 가졌었다. II-68은 이후 이어지는 소비에트 연방 12층 주택의 표준 모델로 지정되었으며, 매우 높은 보급률로 П-43 유형이 등장하기 전까지는 소비에트 연방에 존재하는 아파트의 상징으로 여겨졌다. 층당 7호 또는 9호 공간이 있으며, 전자는 1-1-1-2-2-3-3 구조, 후자는 1-1-1-1-1-1-1-2-2 구조이다.

#### 111-90 유형
1971년부터 공업 단지에 대량으로 건설되기 시작한 9층 패널형 철근 콘크리트 아파트이다. 약 180개 단지의 산업 구역에 대량으로 지어졌으며, 오로지 1인 거주용으로 지어졌다. 방 갯수가 1개인 기준에서 II-68 유형보다 넓은 면적을 갖고 있었으며, 41 m2 (12.4평)의 평균 면적을 보유하고 있었다.

#### П-43 유형

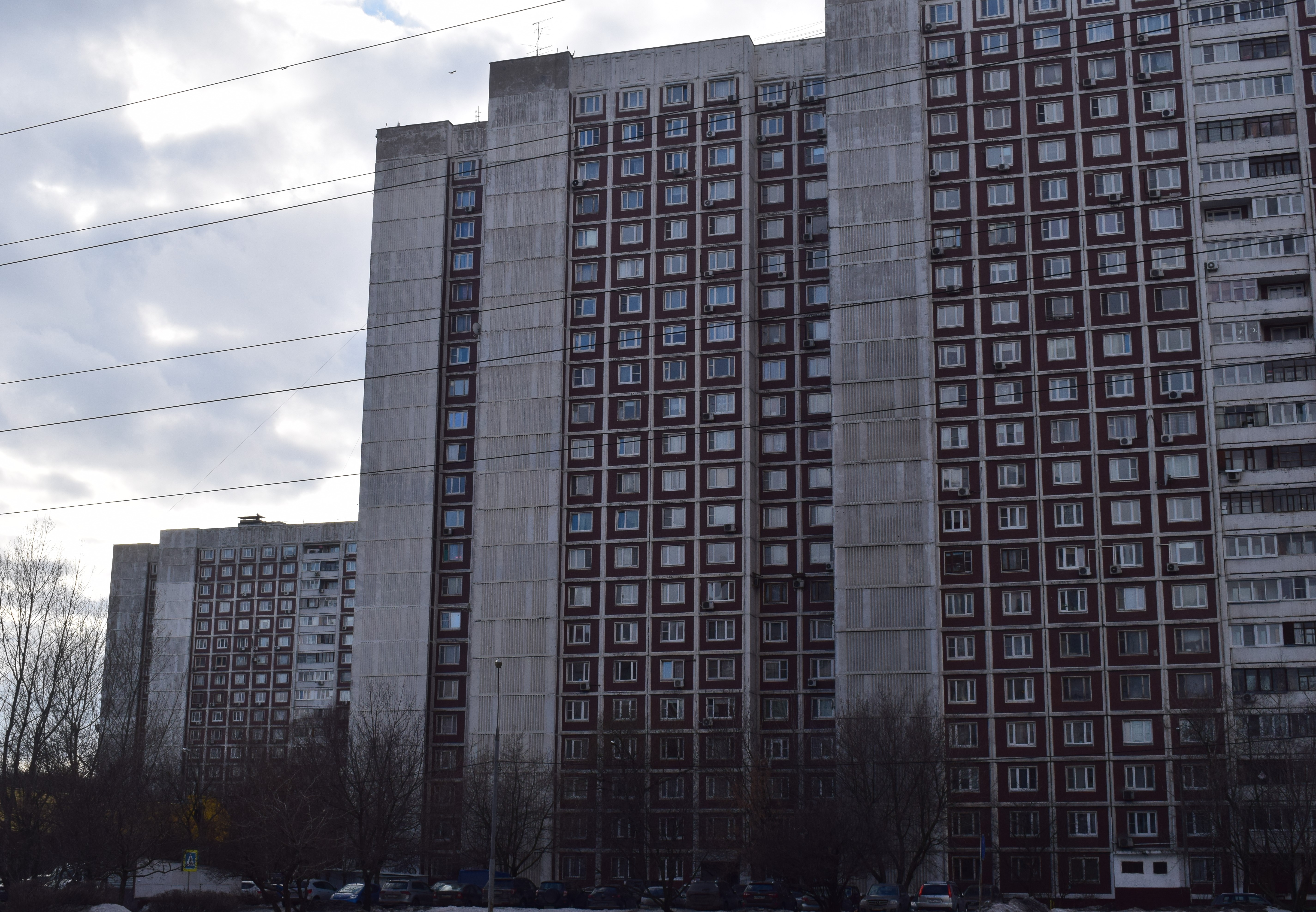
1981년부터 보급된 КОПЭ-80 유형 아파트

П-43 유형은 알렉산드르 로체코프(Александр Рочегов)가 설계한 П 유형의 개량형이며, 1972년부터 보급된 16층 패널형 철근 콘크리트 아파트이다. 1972년 이후에 지어진 16층 아파트는 모두 П-43 유형을 표준으로 한 것이며, П 유형 중 독보적으로 높은 배급량을 자랑한다. 1970년대 중반부터 급속도로 지어져서 1980년대의 대표적인 고층 아파트로 자리잡게 되었으며, 외부 디자인 면에서 당시 동독, 불가리아, 루마니아, 조선민주주의인민공화국, 쿠바의 아파트 건축에 영향을 줬다. 방 갯수는 최소 1개에서 최대 3개였으며, 면적 표준이 존재하였다. 방 갯수가 1개일 경우 35.92 m2 (10.87평), 2개일 경우 52.28 m2 (15.82평), 3개일 경우 65.9 m2 (19.94평)의 면적을 가졌었다. 층당 7호 또는 8호 공간이 있으며, 전자는 2-2-3-3-3-3-3 구조, 후자는 1-1-1-1-2-2-2-3 구조이다.

#### II-67 2호 유형
1976년 당간부 배급용으로 건설된 II-67 2호 유형 (II-67 «Тишинская»)은 다른 아파트에 비해 상대적으로 넓은 면적을 갖고 있었다. 브레즈넵카 2기라고도 불리며, 방 갯수 3개 기준으로 평균 면적이 68.2 m2 (20.63평)였다.

### КОПЭ 시리즈
복합재(компоно́вочные)를 뜻하는 КОПЭ 시리즈는 내구성과 면적을 획기적으로 높인 시리즈이다. 1980년대 초반 알렉산드르 로체코프와 막심 바이링킨(Максим Былинкин)이 공동으로 설계하였으며, 1981년 모스크바의 블라소프 구(Улица Власова)를 시작으로, 지방 소도시 지역에 현재까지 약 만 세대가 공급되었다.
КОПЭ-80 (1981년에서 1985년까지 보급, 이후 КОПЭ-85 유형으로 보급)으로 잡을 경우, 바닥에서 천장까지의 높이는 2.64 m이며, 층수는 12층, 18층, 22층 세 가지 유형으로 나눠져 있었다. 방은 최소 1개에서 최대 4개였으며, 방 갯수가 1개일 경우 38.5 m2 (11.65평), 2개일 경우 58.5 m2 (17.7평), 3개일 경우 78.5 m2 (23.75평), 4개일 경우 101 m2 (30.55평)의 면적을 가졌었다. 층당 4호 공간이 있으며, 1-3-3-4 구조 또는 2-3-3-3 구조이다.
이 시리즈는 КОПЭ-80, КОПЭ-85, КОПЭ-2000 유형으로 나눠져 있으며, КОПЭ-2000 유형은 방이 최대 6개인 경우도 존재하나 그 수는 매우 적다. 80년대 이후 대표적인 시리즈로 남을 것으로 예상되었으나, 80년대 후반에 이어진 경제난과, 1991년의 소비에트 연방 붕괴 등의 이유로 인해 보급량이 매우 낮았다.

## 평가
엄선된 자재로 지어진 무상 보급 주택이라는 점, 중앙 난방 체계와 온수가 모두 갖춰진 주택이라는 점에서 이점을 갖고 있었다. 소비에트 연방의 주택 건설 및 분배 기관은 주거 시설 주변의 환경(대기, 소음, 위생, 통근 거리)을 고려하여 주택 건설을 계획하였고, 일단 지어진 주택에 대해서는 지속적으로 관리하였다. 그러나, 거의 모든 시리즈가 열악한 방음이라는 문제점을 안고 있었으며, КОПЭ 시리즈를 제외하면 좁은 공간, 하나밖에 없는 화장실 등의 단점이 존재하였다.
소비에트 연방의 국민 입장에서 흐루숍카와 이후 등장한 브레즈넵카의 대대적인 보급은 동시대 미국을 포함한 서구권의 서민층 삶과 비교했을 때 큰 진전이라고 할 수 있었다. 일례로, 냉전이 진행되던 당시 미국은 홈리스(homeless)의 증가가 주된 사회적 병리 현상의 하나로 지목되고 있었다. 게다가 미국의 도시 노동자 등 기타 서민층이 일반적으로 거주하던 테너먼트(tenement)는 난방, 온수 등의 필수적인 기능이 제대로 갖춰지지 않은 경우가 상당했으며, 과밀과 관리 미흡으로 인해 심각한 위생 상태에 놓여져 있었다. 반면, 소비에트 연방의 흐루숍카와 브레즈넵카는 국가에 의해 지속적인 관리 대상이 되었고 꾸준히 시설 보완과 개량을 거듭하였으며, 도시공학적인 설계와 결부되었기에 인간적인 주거 수준을 보장할 수 있었다.

## 같이 보기
- 공영 주택
- 주택단지
- 기능주의 (건축)